# Marcelo Lewandowski
Marcelo Néstor Lewandowski (n. Rosario, Santa Fe, Argentina; 1 de septiembre de 1965) es un periodista y político argentino. Fue comentarista del fútbol de Primera División en TV durante 10 años y columnista deportivo en los noticieros de Telefe Rosario a lo largo de 19 años. Actualmente es senador nacional por la provincia de Santa Fe.

## Periodismo
Lewandowski desarrolló gran parte de su carrera profesional en Rosario, ciudad en la que vive al igual que su familia. Tras finalizar en 1985 sus estudios secundarios en el Instituto Politécnico Superior, recibiéndose de Técnico Constructor Nacional, continuó su formación académica en el ISEF Nº 11. Allí, en 1990, obtuvo el título de técnico en Periodismo Deportivo. 
En simultáneo a sus estudios Lewandowski ya daba sus primeros pasos en el periodismo. El 3 de agosto de 1986 comenzó una vasta trayectoria en radio y televisión, que se extendió por 33 años. Fue conductor de tiras deportivas, programas de interés general y comentarista de fútbol. Asistió a distintos certámenes como Copas del Mundo, Libertadores, Sudamericana, Conmebol o Copa América.
Entre 1986 y 1987 se desempeñó como cronista en el programa deportivo de Radio Nacional Rosario. Luego, entre 1987 y 1989, formó parte del programa deportivo de LT8 y fue vestuarista en las transmisiones de fútbol. Y entre 1989 y 1992 integró la tira deportiva de LT3 Radio Cerealista, donde además realizó participó de las transmisiones de fútbol cubriendo el campo de juego y estudios centrales.
En 1992 fue uno de los impulsores de Radio Sport, la primera emisora en Rosario dedicada íntegramente al deporte. En este medio tuvo la oportunidad de cubrir la Copa del Mundo de Estados Unidos en 1994. Allí estuvo hasta 1997 y desde 1998 hasta 2009 fue corresponsal de Radio La Red de Buenos Aires, donde a lo largo de toda la programación informó sobre la actualidad de Rosario Central y Newell’s Old Boys.
La televisión le permitió entrar en las casas de las familias rosarinas y la región durante casi 20 años. Desde el 2000 hasta 2019, año en que comenzó a desempeñarse como senador, fue el columnista deportivo de las dos ediciones de Telefe Noticias. En 2011, además, fue conductor del programa informativo “Cuando la radio suena”, en Nacional Rosario. 
En 2009 comenzó a escribir uno de los capítulos principales de su carrera profesional. El 22 de agosto de ese año, en el duelo entre Central y Racing, comentó su primer partido del Campeonato de Primera División para todo el país. Esa tarea se extendió hasta 2017 en Fútbol Para Todos y luego hasta 2019, en TNT Sports.
Durante esos años formó parte del equipo de Fútbol Para Todos que cubrió desde Brasil la Copa del Mundo 2014. Allí tuvo la posibilidad de comentar la victoria argentina sobre Nigeria; la goleada de Holanda contra el campeón defensor España y el histórico 7-1 de Alemania a Brasil, entre otros partidos.
Asimismo fue docente durante 5 años en el taller de radio de TEA Rosario, entre 1995 y 2000; y director de los medios Sí 98.9 y Rosario Plus, entre 2014 y 2018. 

## Función Pública
Marcelo Lewandowski siempre expresó su afinidad por el Partido Justicialista, con militancia incluida en su juventud. A pesar de ello su incursión en la función pública fue en el año 2019. Allí se presentó como candidato a senador provincial, resultando electo por el frente Juntos, el 16 de junio de ese año. Superó en los comicios generales a la candidata del Frente Progresista Cívico y Social por 10 puntos de diferencia.
Su tarea en la Legislatura Provincial como senador por el departamento Rosario no estuvo enfocada solamente a la presentación de proyectos sino también de gestión, como nexo para llevar soluciones al territorio. Su eje estuvo vinculado a propuestas en torno a la educación, la seguridad, el medioambiente e iniciativas para paliar los efectos económicos de la pandemia. El deporte también tuvo un rol central, apelando a él como herramienta de inclusión y de prácticas saludables. En ese sentido junto a curas barriales creó siete escuelas deportivas en barrios carenciados de Rosario.
Dos años más tarde, en 2021, fue electo como senador nacional por Santa Fe por el período hasta 2027.
En las elecciones primarias de Santa Fe de 2023 se consagró ganador de la interna de Juntos Avancemos, superando a los precandidatos Marcos Cleri, Leandro Busatto y Eduardo Toniolli. Sin embargo, acabó perdiendo frente a Maximiliano Pullaro en las elecciones generales.